# Aulacobothrus taeniatus
Aulacobothrus taeniatus är en insektsart som beskrevs av Bolívar, I. 1902. Aulacobothrus taeniatus ingår i släktet Aulacobothrus och familjen gräshoppor. Inga underarter finns listade i Catalogue of Life.